# 安浩相

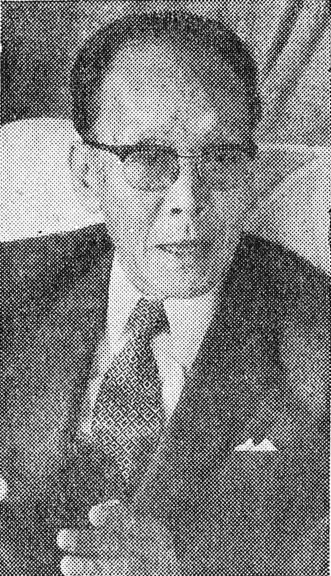
1972年

安 浩相（アン・ホサン、朝鮮語: 안호상、1902年1月23日 - 1999年2月21日）は、日本統治時代の朝鮮および大韓民国の教育者、哲学者、大倧教の宗教家、政治家。初代文教部（現・教育部）長官、第5代韓国国会参議員、第14代大倧教総典教を歴任した。大韓民国学術院会員。韓国民族史の探求とハングル運動も行った。
本貫は耽津安氏、号はハンムェ（한뫼）。父は安奭済、独立運動家の安孝済・安熙済は同族のおじである。元国会議員の安駿相は従兄、詩人の毛允淑は元妻。

## 経歴
慶尚南道宜寧郡出身。中東学校（現・中東高等学校）在学中に大倧教に入信した。同校中等科卒後、正則英語学校（現・正則学園高等学校）への留学を経て、上海韓人留学生会を率いた後ドイツ国立同済大学予科卒。1929年イェーナ大学哲学部卒（哲学博士）。同年オックスフォード大学への留学を経て、1930年よりアレクサンダー・フォン・フンボルト財団の支援で研究員を務めた。1931年に京都帝国大学で研究をして、帰国後の1933年に京城帝国大学大学院修了。以後日本統治時代の専門学校で哲学を講義し、普成専門学校（現・高麗大学校）教授を務めたが、朝鮮語学会事件や緑地連盟事件などへの関与により一級指名手配を受けた。その後はヘーゲル哲学の研究を行い、1945年に金剛山に隠居した際に解放を迎えた。
光復後はソウル大学校文理科大学教授（1945年）、成均館大学校講師、国立警察専門学校（現・警察人材開発院）講師、初代文教部長官（1948年8月3日～1950年5月3日）、大韓青年団総本部団長（1950年）、中央学徒護国団団長、李承晩大統領日本派遣特使（1950年）、高等考試委員、中央教育委員会議長、大韓民国学術院会員（哲学、1954年）、第1・3代韓独協会会長（1956〜61年、1975〜86年）、東亜大学校大学院長（1958年）、参議員（1960年）、倍達文化研究院長（1964年）、朴正熙大統領世界歴訪特使（1967年）、国民教育憲章起草委員（1968年）、再建国民運動中央会長（1969年）、国連奉仕団韓国本部団長（1971年）、民族観建立委員会委員・会長（1971年）、国史探し協会会長（1974年）、漢城大学校財団理事長（1981年）、第14代大倧教総典教（1992年）、慶熙大学校財団理事長（1993年）などを務めた。
1999年2月21日の夜に持病により死去。享年97。死後は社稷公園で社会葬を開催され、銅雀洞の国立墓地に埋葬された。

## 著書
『哲学概論』（1942年）、『一百姓（一民）主義の本基盤』（1947年）、『民主的民族論』（1961年）、『倍達の宗教と歴史と哲学』（1964年）、『民族の主体性と花郎の精神』（1967年）、『檀君と花郎の歴史と哲学』（1979年）、『民族性論』（1983年）、『韓雄と檀君と花郎』（1985年）、『キョレ歴史6千年』（1992年）など28冊余り。

## 賞勲
国民勲章牡丹章（1971年）、ドイツ連邦共和国最高十字勲章（1974年）、世界韓民族平和賞（1991年）、大韓民国無窮花章（1994年）。

## 人物
大韓民国の教育理念を「弘益人間」に定めるのを主導した人物である。また、著書からも分かるように、民族史観の推進者で檀君神話・古朝鮮の信者である。さらに極右に分類されることもあり、2022年のキム・ジョンジュンの論文は、安が李範奭と同じファシズム主義者であると示唆した。

## エピソード
宜寧郡富林面立山里立山村にある1911年建の生家は2008年2月5日、「宜寧安浩相古宅」として慶尚南道文化遺産資料に登録された。
朝鮮民族青年団（族青）の創設者で核心人物、政治的浮沈も族青の消長とほぼ一致する。
1960年の第5代総選挙では慶尚南道で最多の票数を得て参議員にトップ当選した。
1995年の開天節に檀君陵を訪れたが、韓国政府の許可なしに北朝鮮を訪問したため、国家保安法違反で司法処理を受けた。